# Tatoi
Královská rezidence Tatoi (Τατόι) je areál nacházející se 27 km severně od Athén do roku 1994 patřící řecké královské rodině, který sloužil jako její letní sídlo a pohřebiště. Pozemek pro vybudování rezidence zakoupil na konci 19. století ze soukromých prostředků král Jiří I. V paláci Tatoi se v roce 1890 narodil pozdější král Jiří II.
I přesto, že se jednalo o soukromou rezidenci zakoupenou ze soukromých prostředků, o ni několikrát královská rodina přišla. Nejprve po vyhlášení republiky ve dvacátých letech 20. století a po obnovení monarchie byl palác v roce 1936 rodině navrácen. Opětovně o palác královská rodina přišla během druhoválečného exilu. Areál byl navrácen v roce 1946 a královská rodina ho vlastnila až do roku 1994, kdy byl zabaven vládou Andrease Papandreoua. Bývalý král Konstantin II. protestoval, že šlo o protiprávní akt, a přednesl stížnost k Evropskému soudu pro lidská práva, který mu dal za pravdu, ale areál s palácem mu navrácen nebyl. Vláda byla donucena pouze zaplatit zlomek ceny a to dvanáct milionů eur. Areál od té doby chátrá. Dosavadní snahy o přebudování na muzeum byly neúspěšné. Areál v srpnu 2021 zachvátil požár. 

## Královské pohřebiště
V jižní zalesněné části areálu se nachází soukromé pohřebiště, kde jsou pohřbení členové královské rodiny.
- Olga Řecká a Dánská (1880)
- Alexandra Řecká a Dánská (1870–1891)
- Jiří I. (1815–1867)
- Konstantin I. (1868–1923)
- Alexandr I. (1893–1920)
- Olga Ruská (1851–1926)
- Žofie Pruská (1870–1932)
- Mikuláš Řecký a Dánský (1872–1938)
- Kryštof Řecký a Dánský (1888–1940)
- Marie Řecká a Dánská (1876–1940)
- Ondřej Řecký a Dánský (1882–1944)
- Jiří II. (1890–1947)
- Františka Orleánská (1902–1953)
- Elena Vladimírovna Ruská (1882–1957)
- Jiří Řecký a Dánský (1869–1957)
- Marie Bonaparte (1882–1962)
- Pavel I. (1901–1964)
- Aspasia Manuová (1896–1972)
- Frederika Hannoverská (1917–1981)
- Kateřina Řecká a Dánská (1913–2007)
- Konstantin II. (1940–2023)